# Новак, Слободан
Анте Слободан Новак (3 ноября 1924, Сплит, Королевство Югославия — 25 июля 2016, Загреб, Хорватия) — хорватский писатель, прозаик и эссеист. Наиболее известен своим экзистенциальным романом «Благовония, злато и ладан» («Mirisi, zlato i tamjan», 1968), который часто называют одним из лучших хорватских романов XX века.

## Биография
Слободан Новак родился в семье Дуи Новака и Марии Смои, был десятым ребёнком. Детство и раннюю юность провел в городе Раб, где окончил начальную школу. Он окончил среднюю школу в Епископской семинарии в Сплите и сдал последний класс с зачислением в Первую хорватскую среднюю школу в Сушаке в 1943 году.
В сентябре 1943 года стал участником Хорватского национально-освободительного движения (Narodnooslobodilački pokret u Hrvatskoj), вступил в Народно-освободительную армию Югославии. Вторую мировую войну он позже с иронией описал в автобиографических очерках «Отступления» («Digresije») и «Несогласие» («Protimbe», 2003). С 1947 года был женат на Наде Неделькович, есть дети Ранко и Явор Новак.
В 1953 году он закончил изучение хорватского языка и югославской литературы на философском факультете в Загребе. Он работал журналистом и редактором в газетах, журналах и издательствах, а также драматургом в Хорватском национальном театре в Сплите. Он основал и редактировал журналы «Извор» и «Кругови»
27 июля 1999 года Слободан Новак был объявлен почетным гражданином города Раб. Он умер в Загребе 25 июля 2016 года. Похоронен на городском кладбище в Рабе.

### Членство
С 1950 года Слободан Новак являлся участником Общества хорватских писателей, неоднократно входил в состав Совета директоров. В том же году он стал действующим членом «Матицы Хорватской».
В 1983 году он был избран экстраординарным членом Хорватской академии наук и искусств (HAZU), а с 1991 года — постоянным членом, заведуя отделом истории хорватской литературы.

## Литературное творчество
Слободан Новак начал свое литературное творчество в 1950 году с патетических стихотворений, полных воспоминаний о войне — сборник стихов «Вестники бури» («Glasnice u oluji»). Тем не менее, он быстро переориентировался на повествовательную прозу, которую публиковал в журналах «Кругови» и «Republica».
В 1955 году он опубликовал свой первый роман «Утерянная родина» («Izgubljeni zavičaj»), в котором он обсуждает события своего детства, проведенного на идиллическом безлюдном острове.
Наибольшего эстетического размаха он достиг в романе «Благовония, злато и ладан» («Mirisi, zlato и tamjan»). Он был написан в 1967 году и опубликован в следующем году «Матицей Хорватской». Он регулярно упоминается как один из лучших романов хорватской литературы в целом и особенно как образец экзистенциалистской литературы. Роман повествует об идеях и обществе 1960-х годов с точки зрения Малого, главного героя, который живёт с женой Драгой и старой Мадонной на безымянном острове. Во время рождественских каникул Драга едет к детям в Загреб, а Малый остается один заботиться о Мадонне. В течение этих восемнадцати дней отсутствия Драги на острове происходит всё действие (за несколько дней до Рождества 1965 года и до праздника «Трех королей» 1966 года). В романе не так много активного действия, размышления Малого часто берут верх над повествованием. Внутри него происходит главный конфликт, а именно конфликт между идеалами прошлого и идеями будущего. И хотя ему совершенно ясно, что он пленник прошлого, у него не хватает смелости изменить свою жизнь. Роман написан тоном иронии и сарказма, а основное чувство — отвращение к миру.
Этой же тематической и поэтической линии Слободан Новак следует в повести «Внебортовой журнал» («Izvanbrodski dnevnik»), 1977 года. Произведение реализовано как повествовательный триптих: оно состоит из трех отдельных романных единиц, связанных повествователем, персонажами и мотивами. Описаны путешествия по маршруту Остров — Материк — Остров. Но опять же, эти поездки — это возможность разобраться с коллективными мифами и собственными иллюзиями. Этот роман особенный из-за введения в текст самореферентных явлений, то есть потому, что писатель пародирует сам акт повествования и письма.
В 2001 году Слободан Новак выпустил сборник очерков «Отступления» («Digresije»). Впоследствии, в 2003 году, он опубликовал «Несогласие» («Protimbe»), которое рассматривалось как расширение «Отступления». «Несогласие» — выдающееся достижение хорватской автобиографической прозы, богатое воспоминаниями и ассоциациями с молодёжной, политической и общественной жизнью Югославии, опытом Новака как писателя во время Отечественной войны и последующими социальными и политическими изменениями в стране до года выпуска. Здесь представлены портреты его знакомых, друзей и противников, от Владо Готовца до Антуна Шоляна, от Свена Ласты до Владимира Бакарича, а также размышления и оценка автором позиции Хорватии, Гаагского трибунала, военных преступлений, коммунизма, национального мужества.

### Экранизации
По мотивам романов «Благовония, злато и ладан» в 1971 году, «Потерянная родина» в 1980 году и «Каменные врата» в 1992 году хорватский кинорежиссёр и сценарист Анте Бабая снял художественные фильмы, Слободан Новак стал соавтором сценария.
По мотивам многих радио-драм Слободана Новака различные режиссёры записали радиоспектакли для Радио Загреба, позже Хорватского радио. Самой успешной адаптацией стала адаптация Божидара Виолича «Благовоний, злата и ладана».

### Произведения
| На хорватском языке        | На русском языке          | Публикация             |
| -------------------------- | ------------------------- | ---------------------- |
| Glasnice u oluji           | Вестники бури             | Сборник стихов, 1950   |
| Iza lukobrana              | За волноломом             | Сборник стихов, 1953   |
| Izgubljeni zavičaj         | Потерянная родина         | Краткий роман, 1954    |
| Trofej                     | Трофей                    | Радио-драма, 1960      |
| Tvrdi grad                 | Укрепленный город         | Сборник новелл, 1961   |
| Strašno je znati           | Страшно знать             | Радио-драма, 1961      |
| Majstore, kako vam je ime? | Мастер, как вас зовут?    | Радио-драма, 1966      |
| Zakrivljeni prostor        | Искривленное пространство | Радио-драма, 1968      |
| Mirisi, zlato i tamjan     | Благовония, злато и ладан | Роман, 1968            |
| Dolutali metak             | Шальная пуля              | Новелла, 1969          |
| Izvanbrodski dnevnik       | Внебортовой журнал        | Романный триптих, 1977 |
| Južne misli                | Южные мысли               | Новелла, 1990          |
| Digresije                  | Отступления               | Очерки, 2001           |
| Protimbe                   | Несогласие                | Очерки, 2003           |
| Pristajanje                | Стыковка                  | Роман, 2005            |

## Награды
- Орден князя Трпимира (28 мая 1995 года)[7]
- Орден Хорватской звезды[англ.] с ликом Марка Марулича (28 мая 1995 года)[8]
- Премия Владимира Назора
- Премия журнала НИН